# Parennefer
Parennefer est un noble de l'Égypte antique, proche conseiller d'Akhenaton avant son arrivée sur le trône ; il a été plus tard son majordome royal, rôle qui l'a mis en contact intime avec le roi. Ses titres incluent les titres de « Porteur de la coupe du roi », « Laveur des mains du roi », « Artisan en chef » et « Surveillant de toutes les œuvres du manoir d'Aton ». Il a contribué à imposer l'art amarnien dans l'architecture. 

## Tombes
Parennefer se fit construire deux tombes, une inachevée à Thèbes (TT188), précurseur des tombes rupestres d'Amarna. Une inscription dans ce tombeau souligne que l'on devait payer son dû à tous les dieux, mais qu'Aton devait être traité préférentiellement. La tombe témoigne également de certains des changements dans la vision du monde qui se sont produits sous Amenhotep III et Akhenaton, par exemple le ka royal, souvent représenté de façon  anthropomorphe est devenu plus abstrait.  
Il a construit une deuxième tombe (tombe 7 d'Amarna), dans le groupe de tombes du Sud à Amarna, où il est montré récompensé par Akhenaton avec de nombreux colliers d'or.